# Bruce McDonald
Bruce McDonald (Kingston, 28 de mayo de 1959) es un director de cine, guioniosta y productor canadiense, conocido por sus films premiados Roadkill (1989) y Hard Core Logo (1996). Es uno de los integrantes de la generación de cineastas llamado Toronto New Wave.

## Biografía
McDonald se graduó en el programa de cine del Ryerson University. Su primer trabajo fue The Plunge Murderer, seguido de un largometraje de zombis, "Our Glorious Dead", realizado con la cámara  Super 8 de su abuelo y filmado en su escuela secundaria  Rexdale, Colegiata de North Albion.
En 1991, su largometraje Highway 61, ganó el premio del mejor director en el Festival Internacional de San Sebastián. Roadkill ganó el premio a la mejor película canadiense en el Festival Internacional de Cine de Toronto y McDonald ganó notoriedad y atención de los medios cuando bromeó, mientras aceptaba su premio de 25,000 dólares de TIFF por  Roadkill , que planeaba gastar el dinero en "una gran cantidad de  hachís".
Su film Hard Core Logo fue considerada entre las mejores películas canadienses y como película revolucionaria de McDonald,por el que ganó numerosos premios, incluyendo el de Mejor Largometraje Canadiense en la Toronto Film Critics Association en 1996 y el Mejor Guion en el Festival Internacional de Cine de Vancouver. Su secuela se estrenó en el Whistler Film Festival en 2010 con los miembros de Die Mannequin y McDonald caminando por la alfombra roja.
A finales de los 90, McDonald dirigió decenas de producciones de cine y televisión. Completó el rodaje de The Tracey Fragments (2006) en Toronto, que se estrenó en el Festival Internacional de Cine de Berlín. Mientras que filmar las escenas le llevó solo dos semanas, pasó nueve meses en postproducción. Luego dirigió la película de terror Pontypool, que fue seleccionada como una de las mejores películas canadienses de 2008 por el Festival Internacional de Cine de Toronto y se estrenó en marzo de 2009. Desde entonces, ha dirigido episodios de muchas series de televisión, incluyendo Lonesome Dove, Twitch City, Degrassi: The Next Generation, Instant Star, Queer as Folk' ', ReGenesis,This Is Wonderland y Cracked .
En 2009, McDonald dirigió tres cortometrajes para el proyecto multiplataforma City Sonic. McDonald, junto con otros seis directores, filmó 20 cortometrajes sobre músicos de Toronto y los lugares donde crearon sus vidas musicales. McDonald dirigió películas protagonizadas por Die Mannequin, Cancer Bats y Geddy Lee de Rush. Su película de 2010   Trigger  fue la primera película que se proyectó en el nuevo TIFF Bell Lightbox de Toronto..
En 2011, produjo la serie de televisión documental "Yonge Street: Toronto Rock & Roll Stories", centrada en la historia de la escena musical Yonge Street en Toronto en la década de 1960, para  Bravo.
En 2014, dirigió el thriller de terror Hellions (2015) protagonizada por Chloe Rose, que se estrenó en el Festival de Sundance y luego se proyectó en el Festival Internacional de Cine de Toronto 2015. His next film Weirdos, was released in 2016.
Entre 2017 y 2019, McDonald fue director de la serie de antología de adolescentes británico-canadiense "Creeped Out". Dirigió los episodios ambientados en Canadá, mientras que Steve Hughes dirigió los episodios ambientados en Gran Bretaña. Durante la última parte de 2017, McDonald estaba filmando Dreamland en Bélgica y Luxemburgo, con Juliette Lewis y Henry Rollins liderando el reparto.

## Filmografía

### Cine
- Roadkill (1989)
- Highway 61 (1991)
- Dance Me Outside (1994)
- Hard Core Logo (1996)
- Picture Claire (2001)
- The Love Crimes of Gillian Guess (2004)
- The Tracey Fragmentss (2007)
- Ola asesina (Killer Wave) (2007)
- Frecuencia macabra (Pontypool) (2008)
- This Movie Is Broken (2010)
- Trigger (2010)
- Mi niñera es un vampiro (My Babysitter's a Vampire) (2010)
- Hard Core Logo 2 (2010)
- The Husband (2013)
- Hellions (2015)
- Weirdos (2016)
- Dreamland (2020)

### TV
- The Ray Bradbury Theater:
  - Punishment Without Crime, 1988
  - There Was an Old Woman, 1988
- Heartland (2014-2018; 8 episodios)
- Dark Matter (2015-2017; 5 episodios)
- Creeped Out (2017-2019; 8 episodios)
- Ransom (2019; 2 episodios)
- Malory Towers (2020; 6 episodios)

## Premios y distinciones
Festival Internacional de Cine de San Sebastián
| Año  | Categoría                         | Película   | Resultado |
| ---- | --------------------------------- | ---------- | --------- |
| 1991 | Concha de Plata al mejor Director | Highway 61 | Ganador   |